# 1,1-Dicloroeteno
1,1-Dicloroeteno, comumente chamado 1,1-dicloroetileno ou 1,1-DCE, é um organoclorado com a fórmula molecular C2H2Cl2. É um líquido incolor com um odor penetrante. Como muitos clorocarbonos, é pouco solúvel em água, mas solúvel em solventes orgânicos. 1,1-DCE foi o precursor em certos filmes plásticos para embalar e proteger alimentos, mas esta aplicação foi descontinuada, substituída pelo PVC transparente.

## Produção
1,1-DCE é produzido pela dehidrocloração de 1,1,2-tricloroetano, um subproduto relativamente indesejado à produção de 1,1,1-tricloroetano e 1,2-dicloroetano. A conversão envolve a reação catalisada:
Cl2CHCH2Cl  +  NaOH   →   Cl2C=CH2  +  NaCl  +  H2O
A reação de fase gasosa, sem a base, seria mais desejável, mas é menos seletiva.

## Aplicações
1,1-DCE é usado principalmente como um comonômero na polimerização de cloreto de vinila, acrilonitrila e acrilatos. É também usado na fabricação de dispositivos semicondutores para propiciar crescimento de películas de dióxido de silício (SiO2) de alta pureza. 

## Segurança
Os efeitos na saúde devido a exposição ao 1,1-DCE são principalmente no sistema nervoso central , incluindo sintomas de sedação, embriaguez, convulsões, espasmos e inconsciência em altas concentrações. 
A Agência Internacional para Pesquisa do Câncer colocou o cloreto de vinilideno na Classe 2B , que significa possivelmente Carcinógeno para humanos. O Instituto Nacional de Segurança e Saúde Ocupacional considera 1-DCE um potencial cancerígeno ocupacional . Também é listado como um produto químico conhecido no estado da Califórnia por causar câncer e defeitos congênitos. 